# شیمیایی‌شدگان
شیمیایی‌شدگان (انگلیسی: Gassed) عنوان یک نقاشی در مقیاس بزرگ از نقاش برجسته جان سینگر سارجنت است که در تاریخ مارس ۱۹۱۹ کار طراحی آن به پایان رسید. نقاشی نشانگر تعدادی از مجروحان حملهٔ شیمیایی با گاز خردل در طول جنگ جهانی اول است.